# أندورا
أندورا (بالكتالونية: Andorra)، رسمياً إمارة أندورا (بالكتلانية: Principat d'Andorra)، كما تدعى أيضاً باسم إمارة وديان أندورا (بالكتالونية: Principat de les Valls d'Andorra)، هي دولة حبيسة صغيرة جنوب غرب أوروبا، تقع في جبال البرانس الشرقية وتحدها إسبانيا وفرنسا. تعد أندورا سادس أصغر دولة في أوروبا حيث أن مساحتها تبلغ 468 كم² (181 ميل²) وبلغ عدد سكانها نحو 85.645. عاصمتها هي أندورا لا فيلا وهي أعلى عاصمة في أوروبا حيث تقع على ارتفاع 1,023 متر. اللغة الرسمية هي الكتلانية على الرغم من استخدام الإسبانية والفرنسية والبرتغالية بشكل شائع.
شكلت الإمارة عام 1278. ويمارس دور العاهل أميران مشتركان هما رئيس الجمهورية الفرنسية وأسقف أورغل، كتلونيا.
أندورا بلد مزدهر ويرجع ذلك أساساً لقطاعها السياحي، التي يخدم ما يقدر بـ10.2 مليون زائر سنويا، كذلك بسبب وضعها كملاذ ضريبي. أندورا ليست عضواً في الاتحاد الأوروبي، لكن اليورو هو العملة الفعلية. يمتلك شعب أندورا رابع أعلى متوسط مأمول لحياة الإنسان في العالم عند الولادة بنحو 82 سنة.

## التاريخ
تقول المعتقدات أن شارل العظيم (شارلمان) عقد ميثاق مع الشعب الأندوري مقابل القتال ضد المسلمين. وكان كونت أورغل النبيل هو القائد الأعلى للسلطة ويأول الأمر إلى أسقف الأبريشية لأورغل. وفي عام 988 قام الكونت بوريل الثاني وهو كونت أورغل بإعطاء أبريشية أورغل أودية أندورا عندما توسع إلى الجنوب. ومنذ ذلك الحين تُعرف أسقف أورغل بأسقف سو أرجيل، التي تملك أندورا.
لم يكن لدى أندورا أي نوع من الحماية وكان أسقف أرجيل والمعروف باسم كونت أرجيل، يريد استصلاح أودية أندورا فقرر طلب المساعدة والحماية من حاكم كابوت. وفي 1095، وقع حاكم كابوت قسم مع كونت أورغل لوضع أندورا تحت سيادته. وتزوجت أرنالدا ابنة أرنو حاكم كابوت من فيكونت كاستيبلو وأصبحا فيكونتا كاستيبلو وسردنيا. وبعد ذلك بسنوات تزوجت ابنتهما إيرمسندا من كونت فوا الفرنسي روجر برنر الثاني. وأصبح الكونتان روجر الثاني وأمرساندا الأولى فيكونتا كاستيبلو وسردنياو مالكي أندورا (بالمشاركة مع أسقف أورغل)
وفي القرن الحادي عشر نشأ نزاع بين أسقف أورغل وكونت فوا. وتمت تسوية النزاع في 1278 بالتوقيع على أول معاهدة بوساطة أراجون، والتي تنص على أن تكون أندورا سيادة مشتركة بين كونت فوا (نقل لقبه في نهاية الأمر إلى رئيس الدولة الفرنسية)، وأسقف أورغل في كاتالونيا. وذلك أعطى لتلك الولاية الصغيرة سيادتها ووضعها السياسي.
انتقل اللقب على مدى سنوات مرت إلى ملوك نافارا، وبعد أن أصبح هنري نافارا الملك هنري الرابع ملك فرنسا وأصدر مرسوما (1607) الذي أقر أن رئيس الدولة الفرنسية وأسقف أورغل يكونا أمراء مشاركين في أندورا. وفي 1812- 1813، قامت الإمبراطورية الفرنسية الأولى بالاستيلاء على كاتلونيا وقسمتها إلى أربعة أقاليم. وقُسمت أيضا أندورا وأصبحت جزء من منطقة بويجسردا (مقاطعة سيجرى)

### القرن العشرون
أعلنت أندورا الحرب على الامبراطورية الألمانية خلال الحرب العالمية الأولى، لكنها لم تشارك فعليا في القتال. وكانت رسمياً في حالة حرب حتى عام 1957 لأنها لم ترد في معاهدة فرساي.
و في عام 1933 احتلت فرنسا أندورا نتيجة لاضطرابات اجتماعية قبل الانتخابات. وفي 12 يوليو 1934، أصدر المغامر بوريس اسكوسرف إعلانا في أورغل معلنا نفسه بوريس الأول، أمير أندورا بإعلان الحرب على أسقف أورغل. وتم اعتقاله من قبل السلطات الإسبانية في 20 يوليو، وطُرد من إسبانيا في النهاية. وفي الفترة من 1936 إلى 1940، كان هناك حامية فرنسية في أندورا لمنع تأثيرات الحرب الأهلية الإسبانية والفرانكوية في الوصول إليها، ووصلت القوات الفرنسية الحدود الأندورية في مراحل لاحقة من الحرب. وخلال الحرب العالمية الثانية، ظلت أندورا محايدة وطريق هام للتهريب بين فرنسا الفيشية وإسبانيا.
نظرا للعزلة النسبية، حيث أن أندورا موجودة خارج التيار الرئيسي من التاريخ الأوروبي، ولها علاقات مع عدد قليل من بلدان أخرى غير فرنسا وإسبانيا. ومع ذلك ففي الآونة الأخيرة، ازدهرت السياحة جنبا إلى جنب مع التطورات في مجالي النقل والاتصالات مما أخرج البلاد من عزلتها. وتم تحديث نظامها السياسى عام 1993، وهو العام الذي أصبحت فيه عضواً في لجنة الأمم المتحدة ومجلس أوروبا.

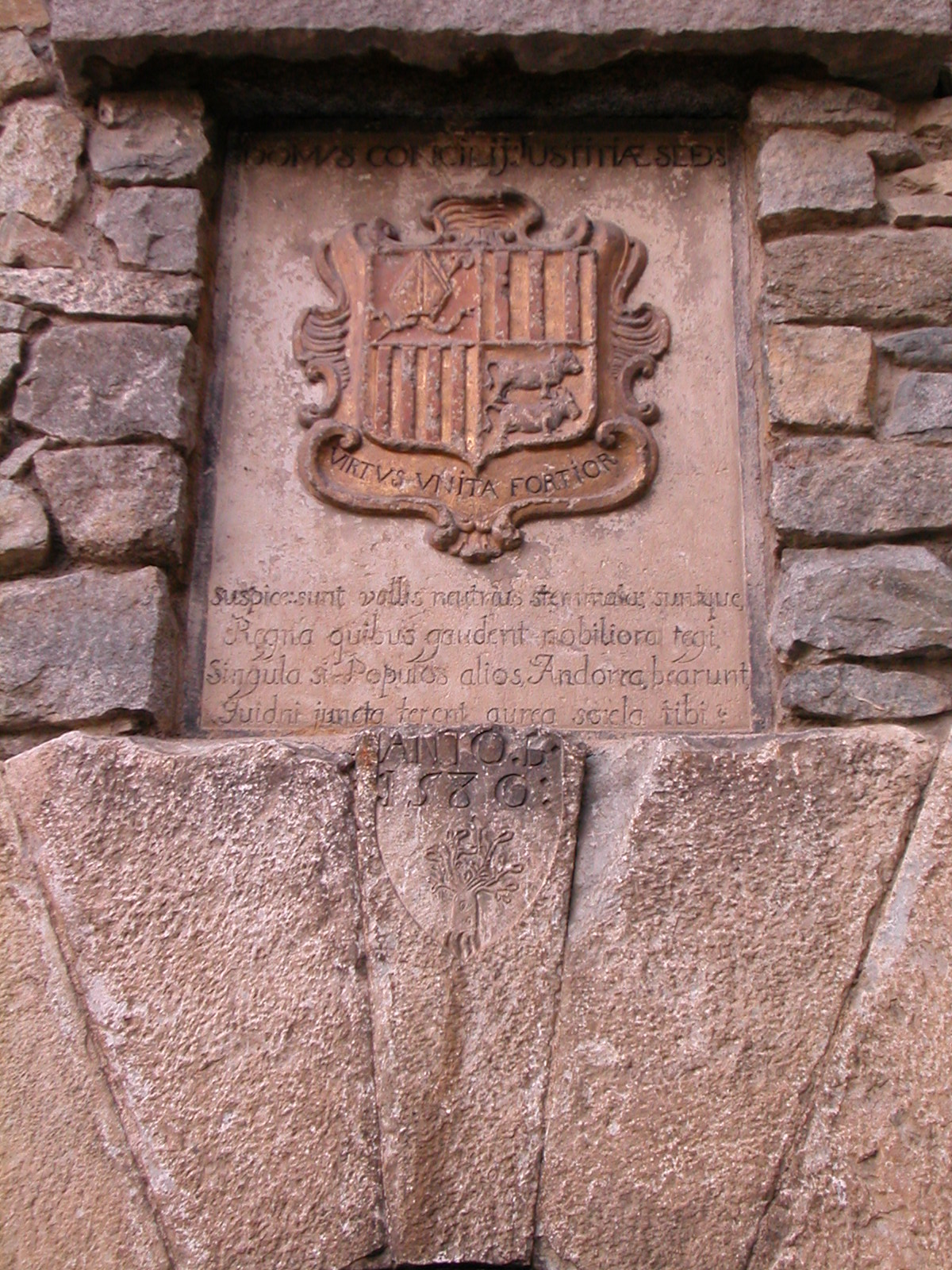
شعار النبالة في البرلمان الأندوري

## السياسة
أندورا هي ولاية برلمانية مشتركة بين رئيس فرنسا وأسقف أورغل (كاتالونيا)، وإسبانيا، كحُكام مشاركين في السلطة. وتتم سياسة أندورا في إطار ديمقراطية تمثيلية في البرلمان، حيث أن رئيس مجلس وزراء أندورا هو رئيس الحكومة، مع وجود نظام تعدد الأحزاب.
رئيس الوزراء الحالي هو كزافييه إسبوت زامورا منذ 2019، وتمارس الحكومة السلطة التنفيذية.أما السلطة التشريعية فيتقاسمها كل من الحكومة والبرلمان.
يُعرف برلمان أندورا باسم المجلس العام. ويتألف المجلس العام ما بين 28 و42 من الأعضاء، مثلما تتألف السلطة التشريعية. ومدة خدمة الأعضاء هي أربع سنوات وتجرى الانتخابات في غضون الثلاثين أو الأربعين يوما بعد حل المجلس السابق. وقد يتم انتخاب أعضاء على اثنين من الدوائر الانتخابية على قدم المساواة. ويتم انتخاب النصف في عدد مماثل من كل واحدة من سبع دوائر إدارية، والنصف الآخر ينتخب من دائرة وطنية واحدة. وبعد خمسة عشر يوما من الانتخابات يقوم الأعضاء بعقد جلسة افتتاحية.خلال هذه الدورة، يتم انتخاب الموظف الإداري العام، والذي هو رئيس المجلس العام، والنظام العام، ومساعده. وبعد ثمانية أيام، يجتمع المجلس مرة أخرى. وخلال هذه الدورة يتم اختيار رئيس الحكومة، رئيس وزراء أندورا من بين الأعضاء.
قد يصل الحد الأدنى من المرشحين إلى خُمس الأعضاء. وبعد ذلك يقوم المجلس بانتخاب المرشح الذي يحصل على الأغلبية المطلقة من الأصوات ليكون رئيسا للحكومة. والموظف الإدارى العام يقوم بأخطار الأعضاء المرشحين لمنصب رئيس وزراء أندورا.كما أن المجلس العام مسئول عن اقتراح وإصدار القوانين. وتقدم القوانين للمجلس من ثلاث مناطق أو من عُشر المواطنين في أندورا.
كما يوافق المجلس على الميزانية السنوية للولاية. ويتعين على الحكومة أن تقدم الميزانية المقترحة لموافقة البرلمان قبل شهرين على الأقل من انتهاءالميزانية الحالية. إذا لم تتم الموافقة على الميزانية بحلول اليوم الأول من العام المقبل، فإنه سيظل يعمل بالميزانية السابقة حتى يوافق على ميزانية جديدة. وبمجرد الموافقة على أي مشروع قانوني، فالموظف الإداري العام مسؤول عن تقديمه إلى الحكام حتى تُوقع ويُعمل بها.
إذا كان رئيس الحكومة غير راض عن المجلس، يجوز له أن يطلب من الحُكام حل المجلس واجراء انتخابات جديدة. وفي المقابل، فإن مجلس المستشارين لديه السلطة لاقالة رئيس الحكومة من منصبه. بعد أن يوافق على الأقل خُمس أعضاء المجلس على قرار اقالة رئيس الوزراء يقوم المجلس بالتصويت وإذا تم الحصول على أغلبية يتم إقالة رئيس الوزراء.

### القانون والعدالة الجنائية
تتألف الهيئة القضائية من محكمة الصلح، والمحكمة الجنائية، والمحكمة العليا لأندورا، والمحكمة الدستورية. وتتكون محكمة العدل العليا من خمسة قضاة: ويُعين واحد من قبل رئيس الحكومة، والأخر من جانب الأعضاء، وواحد من قبل الموظف الإداري العام، وواحد من قبل القضاة والحُكام. ويتولى المعينون من قبل الموظف العام والقضاة مناصبهم لمدة ست سنوات. ويتم تعيين القضاة والحكام من قبل المحكمة العليا وكذلك رئيس محكمة القانون الجنائي. كما تقوم المحكمة العليا أيضا بتعيين أعضاء من مكتب المدعي العام. والمحكمة الدستورية هي المسؤولة عن تفسير الدستور واعادة النظر في كل الطعون الغير دستورية ضد القوانين والمعاهدات. وتتألف المحكمة من أربعة قضاة، واحد يعين من قبل الأعضاء واثنين من قبل المجلس العام. ويتولوا مناصبهم لمدة ثماني سنوات. وتصبح المحكمة برأسة أحد القضاة على عامين بالتناوب بحيث يصبح كل فرد منهم رئيسا للمحكمة في وقت معين.

### العلاقات الخارجية والدفاع
كانت مسؤولية الدفاع عن أندورا على عاتق إسبانيا وفرنسا.

## الجغرافيا
في الصورة: نلاحظ السبع مناطق الموجودة بأندورا
الأحداثيات 34 350 121 404 هي أندورا لافيلا
احداثيات 443 148 519 172 كانيلو
احداثيات 437 363 520 389 انكامب
احداثيات 352 443 464 498 اسكالدس انجوردنى
احداثيات 36 223 155 247 لاماسانا
احداثيات 284 78 354 103 أوردينو
احداثيات 208 567 304 618 سانت جوليا دي لوريا
احداثيات 651 54 745 83 فرنسا
احداثيات 484 583 560 619 إسبانيا
في الخريطة

### المناطق
تتكون أندورا من سبعة مناطق:
| # | أبرشية                 | أيزو 3166-2:AD | المساحة كم² | السكان | السكان | السكان |
| # | أبرشية                 | أيزو 3166-2:AD | المساحة كم² | 1990   | 2000   | 2007   |
| 1 | كانيلو                 | AD-02          | 121         | 1.290  | 2.706  | 5.422  |
| 2 | انكامب                 | AD-03          | 74          | 7.119  | 10.595 | 14.029 |
| 3 | أوردينو                | AD-05          | 89          | 1.289  | 2.283  | 3.685  |
| 4 | لامسانا                | AD-04          | 65          | 3.868  | 6.276  | 9.357  |
| 5 | أندورا لا فيلا العاصمة | AD-07          | 12          | 19.022 | 21.189 | 24.574 |
| 6 | سانت جوليا دي لوريا    | AD-06          | 60          | 6.012  | 7.623  | 9.595  |
| 7 | اسكاديس انجوردني       | AD-08          | 47          | 12.235 | 15.299 | 16.475 |
|   | أندورا                 | AD             | 468         | 50.835 | 65.971 | 83.137 |

### الجغرافيا الطبيعية

خريطة طبوغرافية للأندورا

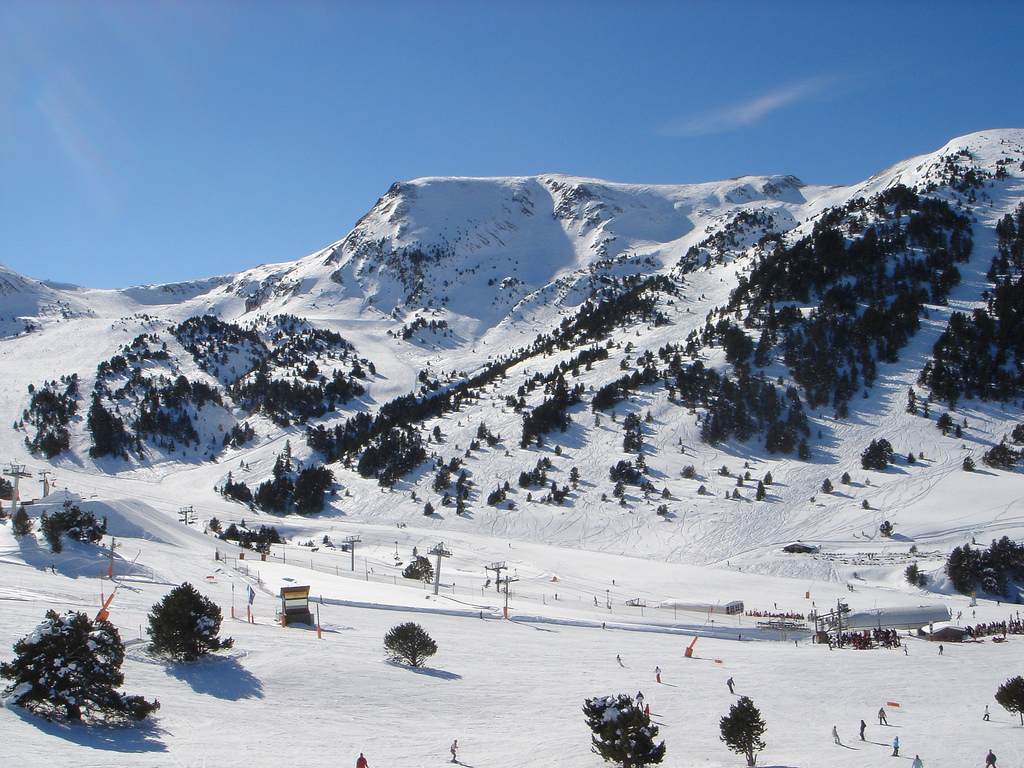
مشهد الجبال الأندورية

نظرا لموقعها في المنطقة الشرقية لسلسلة جبال البرانس فتتكون أندورا في الغالب من الجبال الوعرة التي يبلغ متوسط ارتفاعها1,996 متر (6,549 قدم) والأعلى هي قمة بدروسا في2,946 متر (9,665 قدم). وتشطر هذه السلاسل بثلاثة وديان ضيقة في شكل حرف ال y والتي تتجمع لواحد كما في الاتجاه الرئيسي، وتقع مدينة إسبانيا على نهر الفاليرا (أقل نقطة في أندورا في 870 م (2,854 قدم)) أما سطح أندورا 468 كيلومتر مربع (181 ميل2)
جغرافيا النباتات، أندورا تنتمي إلى الأقليم الأطلنطى الاوروبى في المنطقة المحيطة بـ المملكة الشمالية، وفقا للصندوق العالمي للحياة البرية، فإن أراضي أندورا تنتمي إلى غابات البرانس الصنوبرية والمختلطة.

### المناخ
تمتلك أندورا مناخ معتدل مماثل لجيرانها، ولكن ارتفاعها أدى إلى سقوط مزيد من الثلوج في فصل الشتاء، مع انخفاض الرطوبة، وقليلا من البرودة في الصيف. وفي المتوسط، 300 يوما في السنة من أشعة الشمس.

## الاقتصاد
تعتبر السياحة، عماد أندورا الصغير، إضافة إلى ما يقوم به الاقتصاد، وتمثل السياحة حوالي 80 ٪ من الناتج المحلي الإجمالي. اجتذبت أندورا ما يقدر ب 9 ملايين سائح سنويا، نظرا لمعفاتهم من الرسوم الجمركية، بالإضافة إلى منتجاعتها الصيفية والشتوية. وتتلاشى ميزة أندورا مؤخرا بالمقارنة مع اقتصاديات فرنسا وإسبانيا المجاورة، نظرا لتوفير أوسع للسلع وتخفيض أكثر للرسوم الجمركية.
أما القطاع المصرفي، وحالته من تحصيل الضرائب، فيُسهم بشكل كبير في الاقتصاد. ويقتصر الإنتاج الزراعي فقط على 2 ٪ من الأراضي الصالحة للزراعة ومعظم الغذاء مستورد. وبعض التبغ يُزرع محليا. أما النشاط الرئيسي في تربية المواشى هو تربية الأغنام المحلية. وناتج الصناعة التحويلية يتكون من السجائر والسيجار، والأثاث. وتشمل الموارد الطبيعية لأندورا الطاقة المائية، والمياه المعدنية والخشب وخام الحديد والرصاص.
على الرغم من أن أندورا ليست عضوا في الاتحاد الأوروبي، إلا أنها تتمتع بعلاقة خاصة معها، كمعاملتها كعضوة في الاتحاد الأوروبي لتجارة السلع المصنعة (لا توجد تعريفات جمركية) ولا تتعامل كعضوة في الاتحاد الأوروبي بالنسبة للمنتجات الزراعية. وتفتقر أندورا لعملة تخصها، وتستخدم عملة اثنين من الدول المحيطة بها. وقبل عام 2002 كانت العملة هي الفرنك الفرنسي والبيزيتا الإسبانية، ومنذ ذلك الحين أصبحت العملة الأوروبية اليورو عملة موحدة. وتتفاوض أندورا على إصدار عملتها الخاصة بها.

## الديموغرافيا (الدراسة الاحصائية للسكان)

### السكان
يقدر سكان أندورا بنحو 83٬888 في (يوليو 2009). وقد ارتفع عدد السكان من 5,000 في عام 1900، وبلغ ذروته 84٬484 (تقديري) في يوليو 2008.
أكبر المجموعات العرقية في أندورا هم الإسبان (34.3%)، والأندوريين الذين يمثلون فئة القطالونيين يشكلون أقلية في بلدهم بنسبة (32.1%)، والبرتغاليون (10%)، والفرنسيون (5.6%). أما النسبة المتبقية (18%) من السكان فتشمل البريطانيين، والهولنديين، والألمان، والإيطاليين، وغيرهم من الأوروبيين، بالإضافة إلى الأرجنتينيين، والتشيليين، والهنود، والمغاربة، والأوروغوايانيين، وأندورا هي واحدة من أربع دول أوروبية (مع فرنسا، وموناكو، وتركيا) التي لم توقع على اتفاقية مجلس أوروبا بشأن تشكيل الأقليات القومية.

### اللغات
اللغة الوطنية هي الكتلانية، وهي لغة رومانسية. ولكن معظم الأندوريين يتكلمون الإسبانية، والفرنسية أو كليهما.

### الديانة
أغلب سكان أندورا من الرومان الكاثوليك، وراعية البلاد هي القديسة ماريت اكسيل.

### التعليم
قانون التعليم في المدارس للأطفال حتى سن 16 سنة. النظام الفرنسي والإسباني والأندوري يجعل المدارس تقر التعليم حتى المرحلة الثانوية. وتُبنى المدارس وتشرف عليها السلطات الأندورية، ولكن المدرسين يأخذوا الجزء الأكبر من أجورهم من فرنسا أو إسبانيا. ويمثل حوالي 50 ٪ من الأطفال الأندوريين من المدارس الفرنسية الابتدائية، والبقية في المدارس الإسبانية أو الأندورية. في تموز / يوليو 1997، أصدرت الحكومة الأندورية قانون الجامعات، وبعد فترة وجيزة، تأسست جامعة أندورا. ولا يؤثر موقع أندورا أو عدد الطلاب على إنشاء برنامج أكاديمى كامل، وهذا يخدم في المقام الأول باعتبارها مركزا للدراسات الفعلية، ترتبط بالجامعات الفرنسية والإسبانية. واثنين فقط من المدارس في أندورا هي مدرسة التمريض وكلية علوم الحاسوب.

### الرعاية الصحية
تقدم الرعاية الصحية في أندورا لجميع العاملين وأسرهم من جانب الحكومة التي يديرها نظام الضمان الاجتماعي، CASS (caxio Andorrana de Seguretat Social)، والذي يتم تمويله من مساهمات رب العمل والموظف فيما يتعلق بالمرتبات. وتنفق الCASS علي الرعاية الصحية نسبة 75 ٪ للنفقات خارج المستشفيات، مثل الأدوية والزيارات، و90 ٪ لدخول المستشفى، وبنسبة 100 ٪ لحوادث العمل. والباقي من التكاليف يتكفل بها التأمين الصحي الخاص. أما غيرهم من المقيمين والسياح يتطلبوا تأمين صحي كامل.
و المستشفي الرئيسية مريت أكسل، تقع في اسكلادس انجوردني. وهي مستشفى حديثة وتشمل خدمات طوال ال 24 ساعة وتشمل الحوادث والطوارئ، والتشريح، وقسم الأشعة السينية، علم الأمراض، والتخدير، وعيادات أمراض القلب، والكيمياء الحيوية وعيادات الأمراض العصبية، والأمراض الجلدية والغدد الصماء، وأمراض المعدة والأمعاء، علم الوراثة، وأمراض الشيخوخة، والدم والمناعة، والعناية المركزة، الطب الباطني، وعلم الأورام الطبية، علم الأحياء المجهرية، وأمراض الكلى وغسيل الكلى، والفسيولوجيا العصبية، وأمراض النساء والتوليد وأمراض السرطان، وأمراض العيون، وجراحة العظام، طب الأطفال، العلاج الطبيعي، وحديثي الولادة، والجراحة التجميلية، والجراحة العامة، وجراحة الفم والأعصاب، وجراحة طب الأطفال، وجراحة الصدر والصدمات، وجراحة القلب والأوعية الدموية، وعلم الطفيليات، والطب النفسي، والأشعة التشخيصية، والعلاج بالأشعة، والمجاري البولية، والأمراض التناسلية.
و هناك أيضا 12 مركزا للرعاية الصحية الأولية في مختلف المواقع في جميع أنحاء الولاية.

### الديانة
إن الدستور ينص على حرية الدين، والحكومة تحترم بشكل عام ممارسة هذا الحق. حيث لا يوجد دين محدد للدولة، ومع ذلك، فإن الدستور يعترف بعلاقة خاصة مع الكنيسة الكاثوليكية، التي تحصل على بعض الامتيازات، رغم عدم وجود دعم مباشر لغيرها من الجماعات الدينية. ولم ترد تقارير عن انتهاكات مجتمعية أو تمييز بالنسبة للممارسات الدينية.

### الديموغرافيا الدينية
تبلغ مساحة الدولة 180 ميل مربع (470 كـم2) وبلغ عدد سكانها 81,200 في (كانون الأول / ديسمبر 2006). وتنص الإحصاءات الرسمية أن ما يقرب من 90 ٪ من السكان من الكاثوليك. ويتألف السكان إلى حد كبير من المهاجرين من إسبانيا والبرتغال، وفرنسا، حيث المواطنين الأصليين يمثلون أقل من 36 في المائة من المجموع. كما أن المهاجرين عادة من الكاثوليك. ويقدر بحوالي النصف من السكان الكاثوليك ممن يواظبون على الحضور في الكنيسة. وتشمل المجموعات المسيحية الأخرى الكنيسة الرسولية الجديدة ؛ كنيسة يسوع المسيح ليوم القديسين الأخير (المورمون)؛ ويوجد العديد من الطوائف البروتستانتية، ومنها الكنيسة الانغليكانية؛ وتتضمن إعادة توحيد الكنيسة، وشهوداليهوه. وهناك المجموعات الدينية الأخرى مثل اليهود والمسلمين (في المقام الأول يوجد الفي من المهاجرين من شمال أفريقيا ينقسموا إلى مجموعتين، الأصولية)، والهندوس. ويعيش نحو مائة يهودي في البلاد.
وينشط المبشرين الأجانب ويعملون بدون قيود.

## مركز الحرية الدينية

### الإطار القانوني والسياسي
يقر الدستور علاقة خاصة مع الكنيسة الكاثوليكية «وفقا لتقاليد أندورا» وتعترف «الأهلية القانونية الكاملة» بالهيئات التابعة للكنيسة الكاثوليكية، ومنحها الوضع القانوني «وفقا لقواعد خاصة بها». واحد من اثنين من الدستور يعين حاكم البلد (الذي يعمل على قدم المساواة مع رئيس دولة مشتركة مع رئيس فرنسا) وهو القديس جون إينريك حاكم إسبانيا مع حاكم أرجيل.
ويحتفل الكاثوليكيين بالعيد الوطني في احتفال ديني يوم 8 سبتمبر بالعذراء ميرت كاسل (العذراء ميرت كاسل).
لا يوجد قانون واضح أو تسجيل قانوني للجماعات والعبادات الدينية. فقانون الجماعات عام جدا لا يذكر على وجه التحديد منظمة دينية. ويوجد سجل موحد لجميع أنواع الجماعات، بما في ذلك الجماعات الدينية. والتسجيل ليس إلزاميا، ومع ذلك، يجب أن تسجل مجموعات أو تسجل أسماء من أجل النظر في الدعم الذي توفره الحكومة للمنظمات غير الحكومية. على سبيل المثال، تقدم الحكومة الدعم لكاريتاس، وهم الرابطة النسائية الأندورية من المهاجرين والجمعيات النسائية الأندورية. للتسجيل أو إعادة التسجيل فيجب أن توفر الجماعات للمنظمات الحكومية النظام الأساسي للرابطة، وأسس الاتفاق، والتصديق على بيان أسماء الأشخاص المعينين في وظائف رسمية، وإعلان الوراثة وهبات المؤسسة. ولم ترد تقارير عن رفض الطلبات.
إن السلطات تعبر عن قلقها من أن بعض الأساليب التي تستخدمها المنظمات الدينية (غسل دماغ أو الإيذاء الجسدي، على سبيل المثال) قد تكون ضارة بالصحة العامة والسلامة والآداب العامة، أو النظام. وتتساءل هذة السلطات كيف يمكن المضي قدما في مثل هذه الحالات لكنها لم تشر إلى قضية معينة. القانون لا يحد من وجود هذه الجماعات، على الرغم من أنه لا يتضمن حكما على أنه لا يجوز «، أو الأجبار على الانضمام في رابطة معينة».
على الرغم من المفاوضات بين المجتمع المسلم والحكومة لعدة سنوات، إلا أنه لم يبن مسجد. ومع ذلك، فإن 2,000 مسلم يجدوا «أماكن للصلاة»، ويبدو أنه لايوجد أي قيود على أماكن العبادة المنتشرة في جميع أنحاء البلاد.
نلاحظ أن تعليم مبادئ الايمان الكاثوليكي متوفره في المدارس العامة على أساس اختياري، وخارج ساعات الدراسة العادية، والفترة الزمنية المخصصة للأنشطة المدرسية اختيارية، مثل التربية المدنية أو الأخلاقية. وتقدم الكنيسة الكاثوليكية لمعلمي الصفوف الدين، وتدفع الحكومة لهم رواتبهم. وقدم المركز الثقافي الإسلامي ما يقرب من 50 طالبا مع الدروس العربية. والحكومة والجالية المغربية لم يتفقا بعد على نظام من شأنه أن يسمح للأطفال لتلقي دروس في المدارس العربية خارج المدارس العادية. والحكومة مستعدة لتقديم دروس العربية، ولكن الجالية المسلمة لم تتمكن من العثور على الإمام للتدريس. وأمين المظالم لم يتلق أي شكاوى من الجالية المسلمة في هذه القضية.
في بعض الأحيان تعلن الحكومة التسهيلات المتاحة لمختلف المنظمات الدينية لأغراض دينية.
والسياسات والممارسات الحكومية ساهمت بشكل عام لممارسة الشعائر الدينية بحرية. ولم ترد تقارير عن سجناء أو محتجزين في هذا البلد نظرا لمعتقادتهم. ولم ترد تقارير عن التحويل القسري للأديان.

## الانتهاكات والتمييز المجتمعي
كان هناك عدد قليل من تقارير الأنتهاكات المجتمعية أو التمييز الديني والممارسات الدينية. فالمواقف الاجتماعية بين الجماعات الدينية يغلب عليها الطابع الودى والتسامح. على سبيل المثال، الكنيسة الكاثوليكية للامسانا توفر ملاجأ مرتين شهريا إلى الطائفة الإنجيلية، بحيث يمكن لرجال الدين الأنجيلين تقديم خدمات للجالية الإنجليزية. على الرغم من أولئك الذين يمارسون الديانات الأخرى غير الكاثوليكية عادة ما يكونوا مهاجرين لذلك لا يكونوا مندمجين بصورة كاملة في المجتمع، يبدو أن هناك القليل من العقبات أو لا يوجد لممارسة شعائرهم الدينية.

## النقل
أندورا لديها شبكة من الطرق منها 279 كم2 والتي 76 كم2 غير ممهدة.
والطريقين الرئيسيين خارج أندورا لافيلا وهو الطريق الأول إلى الحدود الإسبانية، والطريق الثاني على الحدود الفرنسية في باس دى لاكاسا. وفي فصل الشتاء، فالطرق الرئيسية في أندورا يتم تطهيرها بسرعة من الثلوج وتبقى متاحة، ولكن الطريق الرئيسي من أندورا على الجانب الفرنسي (RN - 22) هو أقل تطهيرا في بعض الأحيان وأحيانا تغلق بسبب الانهيارات. والطرق الأخرى الوحيدة للخروج من أندورا لا فيلا هو الطريق الثالث والرابع لأركالس وبال، على التوالي.
خدمات الحافلات تغطي جميع المدن والمجتمعات الريفية، والخدمات على معظم الطرق الرئيسية تدار نصف ساعة أو أكثر خلال أوقات الذروة والسفر. وهناك خدمات الحافلات لمسافات طويلة من أندورا لبرشلونة ومطار برشلونة، وكذلك لتولوز ومطار تولوز، وفي كل الأحوال يكون الزمن ثلاث ساعات.
لا توجد خطوط للسكك الحديدية والموانئ والمطارات في أندورا. وهناك مهابط في لامسانا والأرنسال واسكالدس انجوردني مع خدمات تجارية بواسطة الهليكوبتر. وهناك مطارات قريبة تقع في برشلونة، وتولوز، بيربنيان، رويس، وجيرونا. وأقرب مطار عام هو مطار بيربنيان ريفسالت، وهو بعيد، وقصير المدى للعديد من الوجهات والخدمات في المملكة المتحدة وفرنسا. ومطار أرجيل هو مطار صغير جنوب أندورا ويستخدم حاليا من قبل الطائرات الخاصة فقط، وهو موضع دراسة من قبل الحكومة الكاتالوينية في احتمال جعله في المستقبل مطار عام لخدمات الطيران.
تُعتبر L'Hospitalet-pres-l'Andorra أقرب محطات السكك الحديدية في شمال شرق أندورا والتي تربط القطارات الفرنسية فائقة السرعة بباريس من خلال طريق تولوز، ولاتور دى كارول في شرق أندورا والتي لديها خط سكة حديدى ضيق إلى فيليفرنشى دى كونفلينت وبيربنينان، وأيضا سكة حديد لبرشلونة تدار بواسطة الخطوط الإسبانية.

## الثقافة

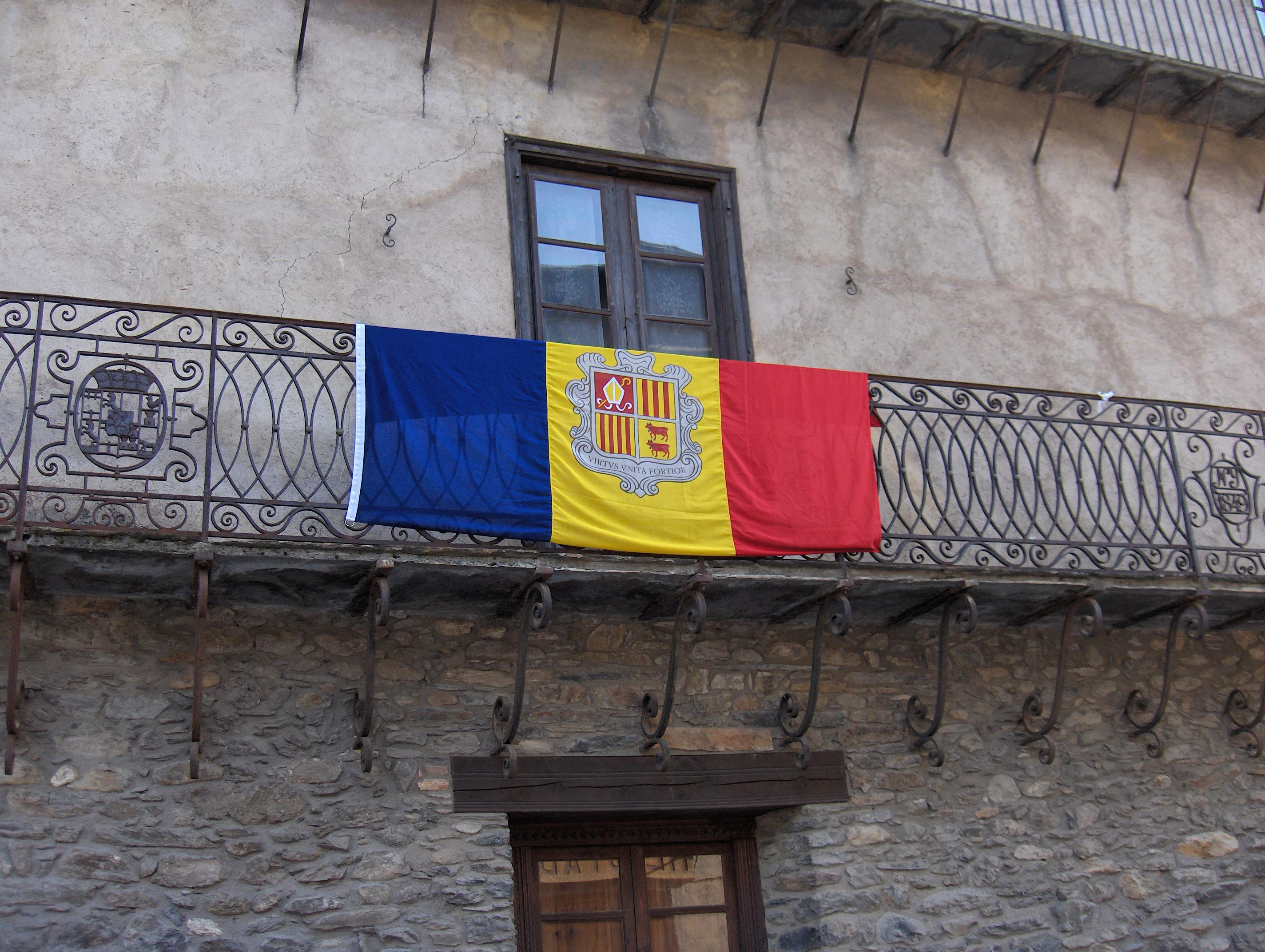
علم أندورا على الشرفة، اوردينو

اللغة الرسمية والقديمة هي الكتلانية. بسبب الهجرة، والصلات التاريخية، والموقع الجغرافي القريب، فأصبحوا يتحدثوا بلغات أخرى مثل الفرنسية والإسبانية والبرتغالية.
أندورا هي موطن الرقصات الشعبية مثل الكونت رباص والمارتكسا، وخاصة الذي يعيش في سانت جوليا دي لوريا. تتشابه الموسيقي الأندورية مع جيرانها، ولكن بشكل خاص الموسيقى كتلونية الطابع، وخصوصا في وجود مثل رقصات الساردانا. وغيرها من الرقصات الشعبية الأندورية مثل الكونت رباص في أندورا لا فيلا ورقصة القديسة أن في اسكلادس انجوردنى. وإجازة أندورا الرسمية هو يوم القديسة مريت كاسل يوم 8 سبتمبر.

## معرض صور

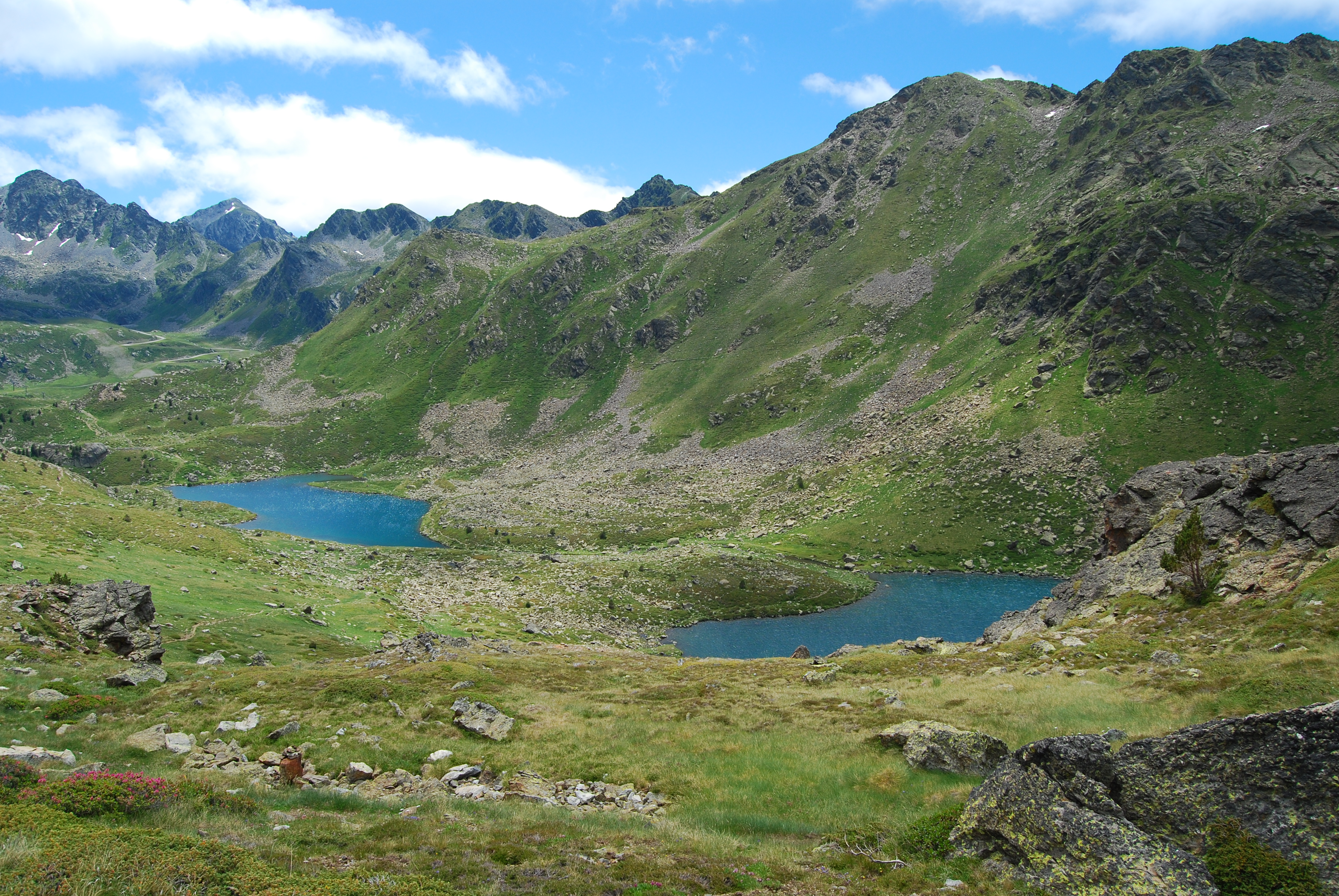
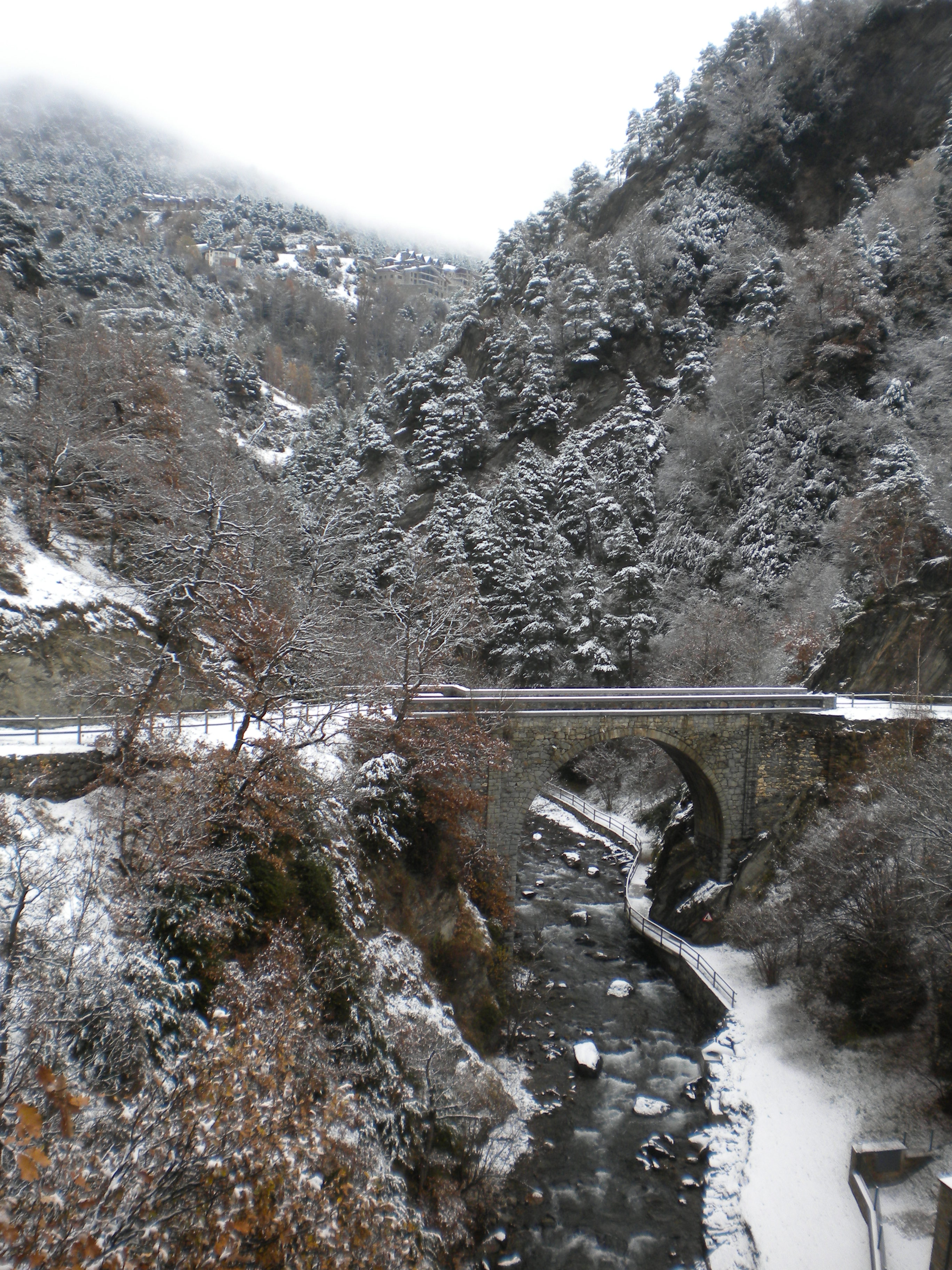
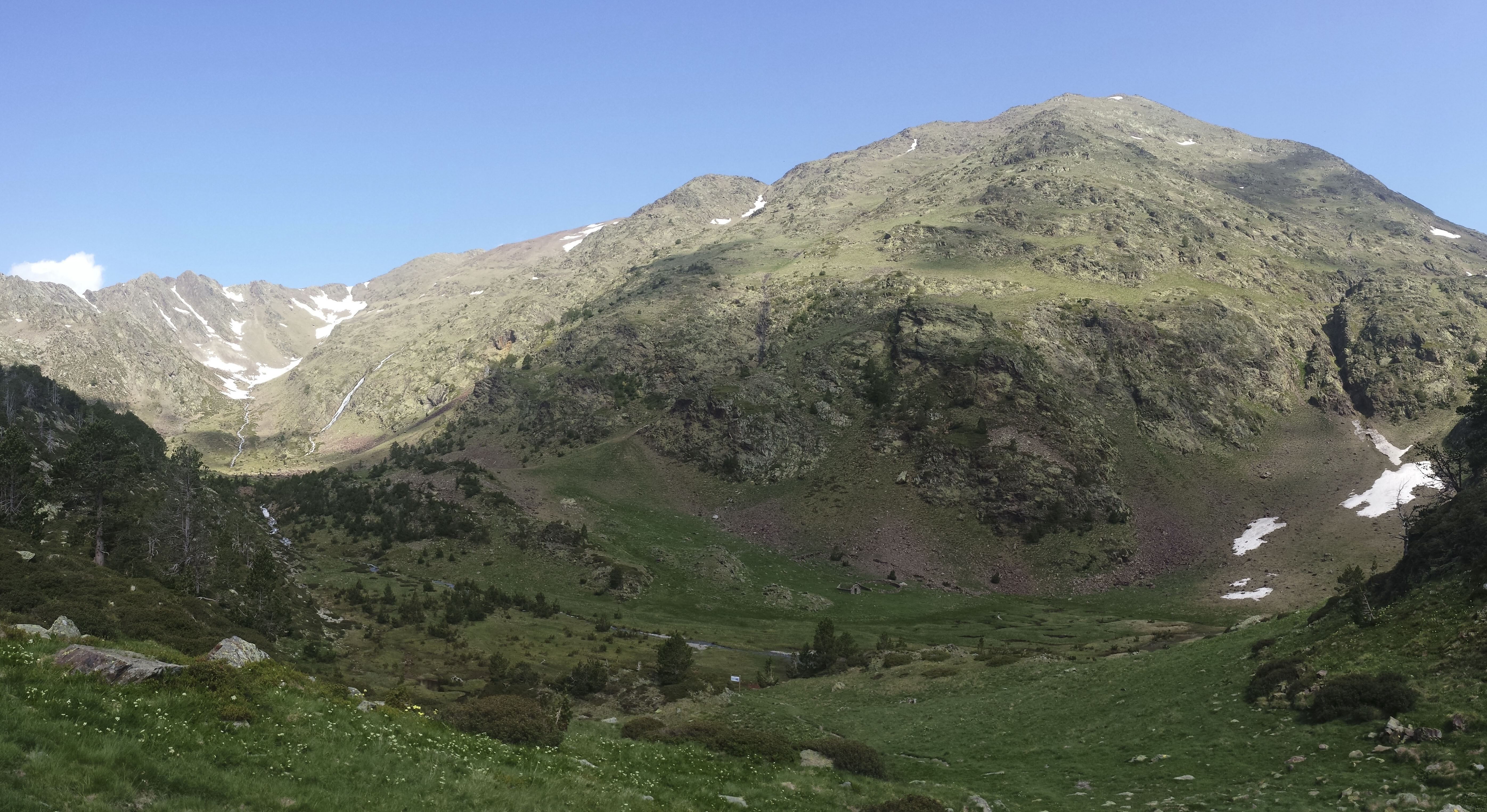
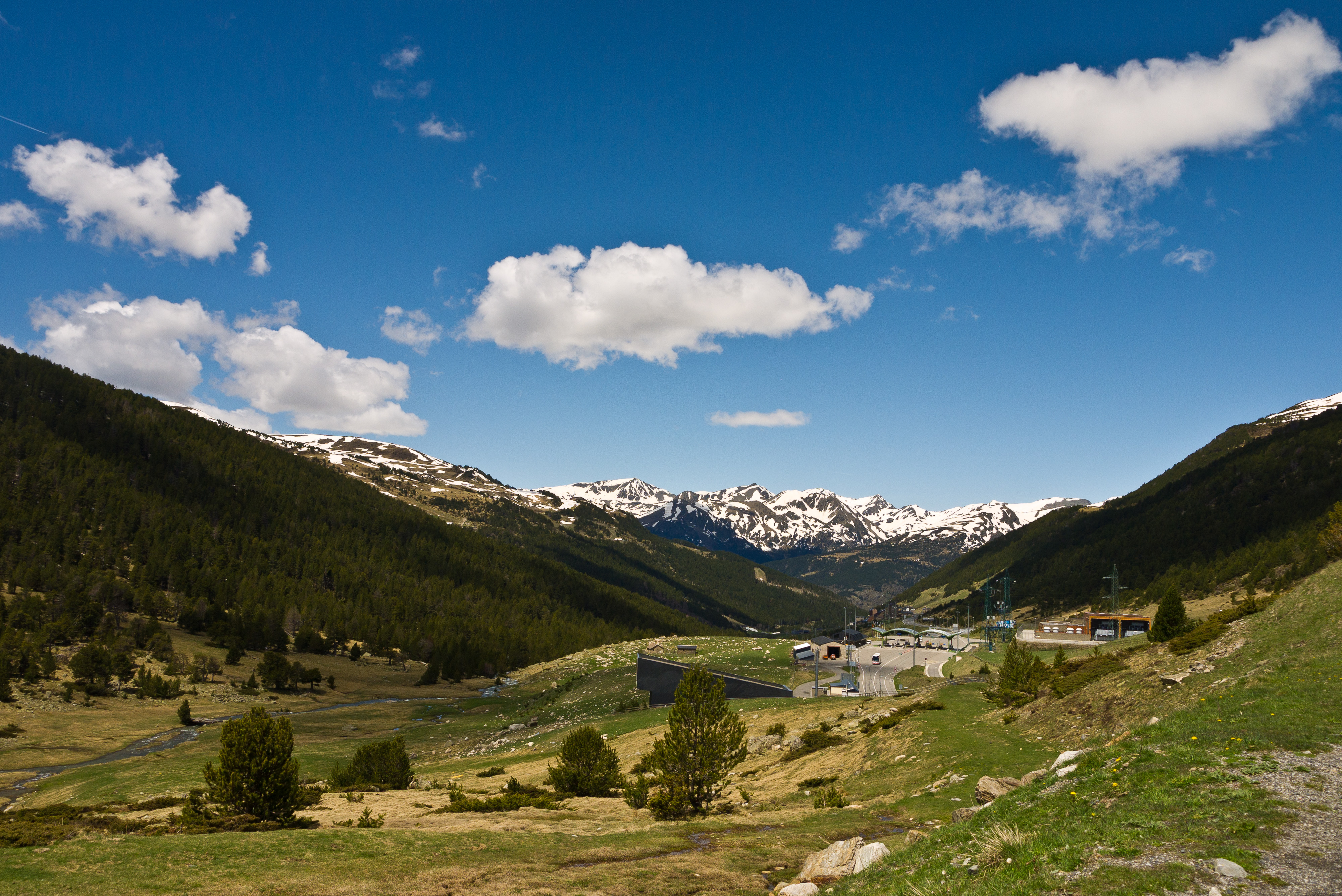

## روابط إضافية
الحكومة
- تنظم d' أندورا—الموقع الرسمي الحكومي (في الكاتالوينية)
- رئيس الدولة وأعضاء مجلس الوزراء

معلومات عامة
- نبذة عن البلد في بي بي سي نيوز
- أندورا معلومات من وزارة خارجية الولايات المتحدة
- على بوابات العالم من الولايات المتحدة ومكتبة الكونغرس
- أندورا من UCB المكتبات GovPubs
- أندورا على مشروع الدليل المفتوح
- تاريخ أندورا الوثائق الأولية من EuroDocs }
- ثقافة أندورا—والتاريخ، والعلاقات العرقية، والنظام الغذائي، التمدن، والعمارة، واستخدام الفضاء، وأكثر من ذلك.
- دليل أندورا على الإنترنت —دليل الإنترنت خصيصا لأندورا

السياحة والسفر
- الموقع الرسمي للسياحة

استخدامات أخرى
- أنواع العملة من قائمة أندورا القوائم، والصور، وقيم أنواع العملة في أندورا
- معلومات عن المنتجعات في أندورا
- أندورا هيت—أندورا نظام الرعاية الصحية العامة والتاريخية والحكومة معلومات أساسية
- دليل العالمية للملكية الفكرية : أندورا